# Коровино (Тульская область)
Коровино — опустевшая деревня  в Тульской области России. С точки зрения административно-территориального устройства входит в Сеневский сельский округ, Алексинский район. В плане местного самоуправления входит в состав муниципального образования город Алексин. Фактически урочище.

## География
Коровино находится в северо-западной части региона, в пределах северо-восточного склона Среднерусской возвышенности, в подзоне широколиственных лесов, в долине реки Ока.

### Климат
Климат на территории Коровино, как и во всём районе, характеризуется как умеренно континентальный, с ярко выраженными сезонами года. Средняя температура воздуха летнего периода — 16 — 20 °C (абсолютный максимум — 38 °С); зимнего периода — −5 — −12 °C (абсолютный минимум — −46 °С).
Снежный покров держится в среднем 130—145 дней в году.
Среднегодовое количество осадков — 650—730 мм.

## Топоним
В 18-19 вв. также было известно под названием Глинищи.

## История
До революции — сельцо, относилось к Широносовской волости Алексинского уезда.

## Население
| 2010 |
| ---- |
| 0    |

## Инфраструктура
Обслуживается отделением почтовой связи 301344.

## Транспорт
Просёлочная дорога. 